# Ernst Münch (Musiker)
Ernst Münch (französisch: Ernest Munch; * 31. Dezember 1859 in Niederbronn; † 1. April 1928 in Straßburg) war ein Organist und Chorleiter aus dem Elsass.

## Leben
Ernst Münch wirkte als Organist an der Wilhelmerkirche in Straßburg. Er gründete dort den Wilhelmer-Chor, der sich besonders den Werken Johann Sebastian Bachs widmete. Albert Schweitzer, der zuvor in Mülhausen (Mulhouse) bei Ernst Münchs Bruder Eugen Klavier und Orgel gelernt hatte, übernahm ab 1895 die Orgelbegleitung des Wilhelmer-Chors bei dessen Aufführungen von Bachkantaten und Bachs Passionen. Münch führte mit dem Wilhelmer-Chor die Aufführungen der Bach-Passionen am Karfreitag ein, wodurch die Kirchenmusik starke Impulse erfuhr. Entgegen der damaligen Mode, Bachs Werke modernisiert aufzuführen, bemühte er sich um eine korrekte historische Aufführungspraxis.
Am Straßburger Konservatorium lehrte Ernst Münch Orgelspiel. Bei ihm studierten zum Beispiel René Louis Becker, Heinrich Boell, Adolf Hamm und Joseph Müller-Blattau.

## Kinder
Münchs Tochter Emma heiratete Paul Schweitzer, Albert Schweitzers Bruder. Sein Sohn Fritz Münch  folgte ihm als Dirigent der Bachkonzerte mit dem Wilhelmer-Chor nach und wurde Direktor des Straßburger Konservatoriums. Sein Sohn Charles Münch wirkte als Geiger und Dirigent unter anderem des Boston Symphony Orchestra.

## Ehrungen
- 1927: Kreuz der Ehrenlegion[4]